# Alirs Öga

Alirs öga är ett jordkonstverk i Söderhamns kommun från 1995-1996, byggt av överskottsmassor från anläggandet av Hällåse ntunneln, en omläggning av Ostkustbanan. Det invigdes den 30 april 2001.
Alirs öga ligger vid Hällmyra motionsanläggning och har sitt namn efter det äldst kända ortsnamnet för Hälsingland.  Konstnärer är Hans Peterson och Mats Olofgörs. Landskapsarkitekt är Bengt Schibbye.
Alirs öga är 160 meter i diameter och 24 meter högt. Det består av 150 000 m³ schaktmassor.